# 霍龐盛
霍龐盛（Fok Pong Shing），生於香港，國際足球助理裁判。

## 球證生涯
曾在多個大型亞洲及國際比賽中執法，並於2016年亞足聯U19錦標賽擔任決賽助理裁判員。 本地賽事方面，他在2017-18、2018-19及2019-20三個球季獲選香港超級聯賽最佳助理裁判員。